# Jarrod Dyson
Pour les articles homonymes, voir Dyson (homonymie).
Jarrod Martel Dyson (né le 15 août 1984 à McComb, Mississippi, États-Unis) est un voltigeur de centre des Mariners de Seattle de la Ligue majeure de baseball.
Dyson évolue de 2010 à 2016 pour les Royals de Kansas City et fait partie de l'équipe championne de la Série mondiale 2015.

## Carrière

### Royals de Kansas City
Après des études secondaires à la McComb High School de McComb (Mississippi), Jarrod Dyson suit des études supérieures au Southwest Mississippi Community College où il porte les couleurs des Bears de 2005 à 2006.  
Il est repêché le 6 juin 2006 par les Royals de Kansas City au 50e tour de sélection et signe son premier contrat professionnel le 9 juin 2006. 
Dans les ligues mineures, il se distingue entre autres comme un très bon voleur de buts, réussissant  39 buts volés en 48 tentatives au cours des 93 matchs disputés avec les Wilmington Blue Rocks de la Carolina League en 2008, puis avec 40 larcins en 50 tentatives lors de la saison 2009, au cours de laquelle il dispute 80 parties avec les clubs-école des Royals.
Dyson fait ses débuts en Ligue majeure avec Kansas City le 7 septembre 2010. Il réussit son premier coup sûr dans les grandes ligues le 13 septembre contre un lanceur des A's d'Oakland, Bobby Cramer. Il frappe son premier coup de circuit le 27 septembre aux dépens de Kevin Slowey, des Twins du Minnesota. Il produit cinq points en 18 parties pour Kansas City en fin d'année. 
Dyson évolue en 2011 dans les ligues mineures avec Omaha, le club-école de la franchise en Triple-A et revient chez les Royals de Kansas City pour 26 parties, au cours desquelles il présente une faible moyenne au bâton de ,205 avec trois points produits.
Membre de l'équipe des Royals championne de la Série mondiale 2015, Dyson marque le point de la victoire dans le 5e et dernier match de la finale qui oppose Kansas City aux Mets de New York. Avec un pointage égal de 2-2 en début de 12e manche, Salvador Pérez frappe un simple pour les Royals ; Dyson le remplace comme coureur suppléant, il vole le deuxième but, puis marque le point qui place Kansas City en avant 3-2 à la suite du coup sûr de Christian Colón.
De 2010 à 2016, Dyson vole 176 buts pour Kansas City.

### Mariners de Seattle
Le 6 janvier 2017, les Royals de Kansas City échangent Jarrod Dyson aux Mariners de Seattle contre le lanceur droitier Nate Karns.

## Statistiques
| Saison | Équipe      | G   | AB   | R   | H   | 2B | 3B | HR | RBI | SB  | BA    |
| ------ | ----------- | --- | ---- | --- | --- | -- | -- | -- | --- | --- | ----- |
| 2010   | Kansas City | 18  | 57   | 11  | 12  | 4  | 2  | 1  | 5   | 9   | 0,211 |
| 2011   | Kansas City | 26  | 44   | 8   | 9   | 1  | 0  | 0  | 3   | 11  | 0,205 |
| 2012   | Kansas City | 102 | 292  | 52  | 76  | 8  | 5  | 0  | 9   | 30  | 0,260 |
| 2013   | Kansas City | 87  | 213  | 30  | 55  | 9  | 4  | 2  | 17  | 34  | 0,258 |
| 2014   | Kansas City | 120 | 260  | 33  | 70  | 4  | 4  | 1  | 24  | 36  | 0,269 |
| 2015   | Kansas City | 90  | 200  | 31  | 50  | 8  | 6  | 2  | 18  | 26  | 0,250 |
| 2016   | Kansas City | 107 | 299  | 46  | 83  | 14 | 8  | 1  | 25  | 30  | 0,278 |
| 2017   | Seattle     | 111 | 346  | 56  | 87  | 13 | 3  | 5  | 30  | 28  | 0,251 |
| 2018   | Arizona     | 67  | 206  | 29  | 39  | 4  | 2  | 2  | 12  | 16  | 0,189 |
| Totaux | Totaux      | 728 | 1917 | 296 | 481 | 65 | 34 | 14 | 143 | 220 | 0,251 |

Note : G = Matches joués ; AB = Passages au bâton; R = Points ; H = Coups sûrs ; 2B = Doubles ; 3B = Triples ; 
HR = Coup de circuit ; RBI = Points produits ; SB = Buts volés ; BA = Moyenne au bâton.